# Поташник
Поташник (лат. Kalidium) — род кустарничковых растений семейства Амарантовые (Amaranthaceae), встречающихся в полупустынной и пустынной местностях на солончаках, мокрых солончаковых берегах водоёмов. В некоторых источниках род относится к семейству Маревые (Chenopodium).
Русское название дано растению в связи с высоким содержанием в золе растения поташа (карбоната калия) — неорганического вещества, используемого человеком с древности.

## Ботаническое описание
Ветвистые кустарнички высотой до 75 см с очередными листьями. Листовые пластинки мясистые, часто плохо развитые и короткие.
Цветки обычно погружены в ось колосков, собраны в многоколосковое соцветие. Околоцветник сросшийся почти доверху, четырёх- или пятичленный, тычинок две.
Плод невскрывающийся, односемянный.

## Ареал
Растение произрастает на юге европейской части России, на Кавказе, на юге Сибири, в Средней Азии и Китае.

## Значение и применение
Некоторые виды, образующие заросли, в осенне-зимней период могут служить кормом для скота: верблюдов, коз и овец.
Ранее, поташник использовали для получения поташа, шедшего на производство стекла, ещё с древнейших времён, например в Месопотамии.

## Виды
Род состоит из 6 видов:
- Kalidium caspicum (L.) Ung.-Sternb. — Поташник каспийский
- Kalidium cuspidatum (Ung.-Sternb.) Grubov
- Kalidium foliatum (Pall.) Moq. typus[2] — Поташник олиственный
- Kalidium gracile Fenzl
- Kalidium schrenkianum Bunge ex Ung.-Sternb.
- Kalidium sinicum (A.J.Li) H.C.Fu & Z.Y.Chu